# Surazomus palenque
Espèce
Surazomus palenque est une espèce de schizomides de la famille des Hubbardiidae.

## Distribution
Cette espèce est endémique de la province de Pichincha au Équateur.

## Description
Les mâles mesurent de 2,52 à 2,80 mm.

## Publication originale
- Manzanilla, Miranda & Giupponi 2016 : New Proposal of Setal Homology in Schizomida and Revision of Surazomus (Hubbardiidae) from Ecuador. PLOS ONE, vol. 11, no 2, p. e0147012 (texte intégral).